# Vale do Paraíso
Vale do Paraíso là một đô thị thuộc bang Rondônia, Brasil. Đô thị này có diện tích 965 km², dân số năm 2007 là 8742 người, mật độ 9,06 người/km².